# Días mejores
Días mejores (originalmente conocida como El día menos pensado) es una serie española de televisión del género comedia dramática creada por Cristóbal Garrido y Adolfo Valor para Telecinco y Amazon Prime Video. Producida por Viacom International Studios y Zeta Studios, está protagonizada por Blanca Portillo, Francesc Orella, Marta Hazas, Erick Elías y Alba Planas. Tuvo su estreno en Prime Video el 22 de abril de 2022.
La segunda temporada fue estrenada en Prime Video el 28 de junio de 2023.

## Trama
La serie sigue el proceso de superación de cinco personajes que se dan cita en una peculiar terapia de duelo para padres que han perdido a su pareja.

## Reparto

### Principal
- Blanca Portillo como Doctora Soledad Laforet
- Francesc Orella como Luis Fábregas
- Marta Hazas como Sara
- Erick Elías como Enrique "Quique" Pardo Cruz
- Alba Planas como Graci

### Recurrente
- Ismael Martínez como José Luis Arellano Moya (temporada 1)
- Vicenta Ndongo como Carmen (temporada 1)
- Adrián Pino como Lucas (temporada 1; invitado temporada 2)
- Carles Francino como Manuel Gutiérrez (temporada 1)
- Pablo de Santos como Federico "Fede" Arellano
- Ana Jara como Lali Pardo
- Quique Niza como Álvaro Pardo
- Daniela Brown como Ana Fábregas
- Nora Hernández como Gema Fábregas
- Paula Apolonio como Clara Fábregas
- Itziar Manero como Belén
- Alicia Armenteros como Yaiza
- Belén Ponce de León como María (temporada 1)
- Germán Alcarazu como Germán Aparicio (temporada 1; invitado temporada 2)
- Jorge Rueda como Gonzalo (temporada 1; invitado temporada 2)
- Josean Bengoetxea como Santiago Lizarraga
- Alexandra Masangkay como Álex
- Roque Ruiz como Sergio (temporada 1)
- Carol Rovira como Claudia (temporada 2)
- Lola Casamayor como Rosa Almagro (temporada 2; colaboración especial temporada 1)
- Sonia Almarcha como Maite (temporada 2)
- Marta Aledo como Emilia "Emi" (temporada 2)

con la colaboración especial de
- Ana Morgade como Julia (temporada 1)
- Nieve de Medina como Adela (temporada 1)
- Eugenia Silva como Ella misma (temporada 1)
- Jorge Usón como Bernardo Romero (temporada 2; invitado temporada 1)

## Temporadas
| Temporada | Temporada | Episodios | Estreno             | Final                | Audiencia media |
| --------- | --------- | --------- | ------------------- | -------------------- | --------------- |
|           | 1         | 10        | 31 de julio de 2023 | 21 de agosto de 2023 | 296 000 (4,2%)  |

### Temporada 1 (2022)
| N.º en serie | N.º en temp. | Título    | Dirigido por       | Escrito por                                                                            | Fecha de estreno en Telecinco | Fecha de preestreno en Amazon Prime Video | Audiencia en Telecinco |
| ------------ | ------------ | --------- | ------------------ | -------------------------------------------------------------------------------------- | ----------------------------- | ----------------------------------------- | ---------------------- |
| 1            | 1            | «Sara»    | Alejo Flah         | Cristóbal Garrido y Adolfo Valor                                                       | 31 de julio de 2023           | 22 de abril de 2022                       | 705 000 (6,3%)         |
| 2            | 2            | «Pardo»   | Alejo Flah         | Daniel Martín Serrano                                                                  | 31 de julio de 2023           | 22 de abril de 2022                       | 619 000 (6,2%)         |
| 3            | 3            | «Graci»   | Alejo Flah         | Daniel Martín Serrano                                                                  | 7 de agosto de 2023           | 22 de abril de 2022                       | 410 000 (3,9%)         |
| 4            | 4            | «Luis»    | Arantxa Echevarría | Alba Carballal                                                                         | 7 de agosto de 2023           | 22 de abril de 2022                       | 373 000 (4,1%)         |
| 5            | 5            | «Soledad» | Arantxa Echevarría | Sara Alquézar                                                                          | 14 de agosto de 2023          | 22 de abril de 2022                       | 190 000 (2,9%)         |
| 6            | 6            | «Jose»    | Jota Linares       | Daniel Martín Serrano                                                                  | 14 de agosto de 2023          | 22 de abril de 2022                       | 125 000 (3,5%)         |
| 7            | 7            | «México»  | Jota Linares       | Sara Alquézar                                                                          | 14 de agosto de 2023          | 22 de abril de 2022                       | 82 000 (4,0%)          |
| 8            | 8            | «Germán»  | Alejo Flah         | Alba Carballal                                                                         | 21 de agosto de 2023          | 22 de abril de 2022                       | 224 000 (3,2%)         |
| 9            | 9            | «1973»    | Alejo Flah         | Daniel Martín Serrano, Sara Alquézar y Alba Carballal                                  | 21 de agosto de 2023          | 22 de abril de 2022                       | 158 000 (4,4%)         |
| 10           | 10           | «Mario»   | Alejo Flah         | Cristóbal Garrido, Adolfo Valor, Daniel Martín Serrano, Sara Alquézar y Alba Carballal | 21 de agosto de 2023          | 22 de abril de 2022                       | 75 000 (3,7%)          |

- A partir del capítulo 5, pasó a emitirse en la franja de late night tras sus discretos datos de audiecia.
- Los capítulos 7  y 10 se emitiern entre las 01h45 / 03h00 saliendo las audiencias con dos datos, por eso se ha puesto la media final.

### Temporada 2 (2023)
| N.º en serie | N.º en temp. | Título                | Dirigido por   | Escrito por                      | Fecha de estreno en Telecinco | Fecha de preestreno en Amazon Prime Video | Audiencia en Telecinco |
| ------------ | ------------ | --------------------- | -------------- | -------------------------------- | ----------------------------- | ----------------------------------------- | ---------------------- |
| 11           | 1            | «Después de encierro» | Alejo Flah     | Cristóbal Garrido y Adolfo Valor | —                             | 28 de junio de 2023                       | —                      |
| 12           | 2            | «Mi sentido común»    | Alejo Flah     | Daniel Martín Serrano            | —                             | 28 de junio de 2023                       | —                      |
| 13           | 3            | «Barcos de papel»     | Mar Olid       | Sara Alquézar y Alba Carballal   | —                             | 28 de junio de 2023                       | —                      |
| 14           | 4            | «La velada»           | Violeta Salama | Sara Alquézar                    | —                             | 28 de junio de 2023                       | —                      |
| 15           | 5            | «Vestirse con prisas» | Violeta Salama | Alba Carballal                   | —                             | 28 de junio de 2023                       | —                      |
| 16           | 6            | «El padre del año»    | Adolfo Valor   | Daniel Martín Serrano            | —                             | 28 de junio de 2023                       | —                      |
| 17           | 7            | «Pensar en uno mismo» | Alejo Flah     | Sara Alquézar y Alba Carballal   | —                             | 28 de junio de 2023                       | —                      |
| 18           | 8            | «La última vez»       | Alejo Flah     | Cristóbal Garrido y Adolfo Valor | —                             | 28 de junio de 2023                       | —                      |

## Evolución de la audiencia
| Temporada | Temporada | Episodio número | Episodio número | Episodio número | Episodio número | Episodio número | Episodio número | Episodio número | Episodio número | Episodio número | Episodio número |
| Temporada | Temporada | 1               | 2               | 3               | 4               | 5               | 6               | 7               | 8               | 9               | 10              |
| --------- | --------- | --------------- | --------------- | --------------- | --------------- | --------------- | --------------- | --------------- | --------------- | --------------- | --------------- |
|           | 1         | 705             | 619             | 410             | 373             | 190             | 125             | 82              | 224             | 158             | 75              |
|           | 2         | —               | —               | —               | —               | —               | —               | —               | —               | —               | —               |

## Producción
El 27 de mayo de 2021, Amazon Prime Video y Mediaset España anunciaron que una nueva serie original, provisionalmente titulada El día menos pensado, había iniciado su rodaje en Madrid bajo la producción de Viacom International Studios y Zeta Studios, con Blanca Portillo, Francesc Orella, Marta Hazas, Erick Elías y Alba Planas como protagonistas. Está creada por Cristóbal Garrido y Adolfo Valor, quienes también escribieron la serie junto a Daniel Martín Serrano, Sara Alquézar y Alba Carballal, mientras que los directores Alejo Flah, Arantxa Echevarría y Jota Linares fueron contratados para dirigir la serie.
En algún punto de la producción, el título de la serie fue cambiado de El día menos pensado a Días mejores.

## Marketing y estreno
El 8 de febrero de 2022, las primeras imágenes de la serie fueron desveladas, ahora con el título de Días mejores. El 31 de marzo de 2022, como parte del anuncio de las novedades de Amazon Prime Video en España para abril de 2022, se anunció que la serie se estrenaría en la plataforma el 22 de abril de 2022.